# Pirx
Pirx je fiktivní pilot z některých knih polského spisovatele Stanisława Lema. V příbězích se postupně vypracuje z kadeta přes pilota až ke kapitánovi kosmické lodi, přičemž cestuje většinou mezi Zemí, Měsícem a Marsem. Pirx je obyčejný muž, vytváří kontrast k obvyklým hrdinným postavám vesmírných pilotů. Často se ocitá v extrémních situacích, které překonává díky běžnému citu, orientaci a průměrné dávce štěstí.
Konkrétně v povídce „Přelíčení“ (v polštině „Rozprawa“) Lem předkládá myšlenku, že to, co je vnímáno jako lidský nedostatek může být ve skutečnosti výhodou nad dokonalým strojem. V tomto příběhu Pirx porazí robota, protože člověk váhá, má pochyby, dělá špatná rozhodnutí, avšak robot nikoli. Obdobná idea se vyskytuje i v robotické sérii amerického spisovatele Isaaca Asimova, při níž se robot ocitne v situaci, kdy se nedokáže rozhodnout mezi zákony robotiky a jeho pozitronový mozek se porouchá.

## Knihy, v nichž vystupuje Pirx
(česká vydání)
- Invaze z Aldebaranu (Mladá fronta, 1961)
- Lov (Odeon, 1969)
- Příběhy pilota Pirxe (Odeon, 1978)
- Pánův hlas, Svoboda , 1981
- Fiasko (Mladá fronta, 1990)

## Filmové zpracování
- Zkouška pilota Pirxe, polsko-sovětský film z roku 1978, režie Marek Piestrak[2]